# Lagocephalus
Lagocephalus là một chi cá nóc trong họ Tetraodontidae.

## Lịch sử
Chi này được William John Swainson mô tả năm 1839, với 2 loài là L. stellatus Bl. pl. 143 và L. pennantii Yarrell, ii. 347.. Mô tả của Swainson rất ngắn, với nội dung như sau: "Đầu ngắn, phần trên của cơ thể nhẵn bóng, phần bụng với các gai có góc cạnh, như ở Diodon". Ông không chỉ định loài điển hình, Shipp (1974: 81) gợi ý rằng Bonaparte (1841) thiết lập loài điển hình là Tetrodon pennantii Yarrell, 1836 bằng việc chỉ định loài điển hình là Tetraodon lagocephalus, với T. pennantii là đồng nghĩa của nó. Sớm hơn thì Tyler (1966: 603) theo thông tin từ W. I. Follett rút ra kết luận tương tự. Swain (1882: 283) chỉ định loài điển hình là L. stellatus, Bl., pl. 143.. Bonaparte (1841) đưa ra tên gọi mới Lagocephalus blochi đối với L. stellatus. Bl. pl. 143. của Swainson nhưng L. blochi là dựa theo tiêu bản Bloch pl. 143 và nó được Bloch đặt tên sớm hơn vào năm 1785 là Tetrodon honckenii, và điều này theo Swain có nghĩa là Lagocephalus stellatus của Swainson = L. blochi của Bonaparte = Tetraodon honckenii của Bloch; nhưng tên gọi cuối này lại là loài điển hình của Amblyrhynchotes, một chi hiện tại được coi là hợp lệ và không liên quan gì với Lagocephalus.
Kottelat (2013: 477) cho rằng tên gọi Tetrodon stellatus không xuất hiện trong Bloch (1785) hay trong các quyển khác của bộ tác phẩm này mà L. stellatus là tên gọi do Swainson tạo ra. Dẫn chiếu của Swainson tới tiêu bản số 143 của Bloch là sự lầm lẫn thay vì tiêu bản đúng là số 140 (theo Tyler, 1964: 124; Kottelat, 2001: 616). Tiêu bản số 140 được dán nhãn "Tetrodon lagocephalus – Sternbauch – Orbe étoilé – Starry Globe-Fish". Sternbauch là tên gọi tiếng Đức để chỉ loài cá này và có nghĩa là bụng trang điểm các hình sao, tên gọi tiếng Pháp Orbe étoilé nghĩa là quả cầu trang điểm các hình sao còn Starry Globe-Fish là tên gọi tiếng Anh của loài cá này nghĩa là quả cầu trang điểm các hình sao. Tên gọi Latinh stellatus cũng có nghĩa là trang điểm bằng các hình sao chứ không phải là [thân/bụng] hình sao. Điều này chỉ ra rằng tiêu bản số 140 bao gồm tất cả các yếu tố giải thích cho tên gọi "Lagocephalus stellatus. Bl. pl. 143" của Swainson: cá phù hợp với chẩn đoán, tên Latinh Lagocephalus và 3 tên gọi thông thường nghĩa là trang điểm bằng các hình sao, nghĩa là stellatus. Không có bất kỳ yếu tố nào trong số này có trong tiêu bản số 143. Điều này là chứng cứ cho thấy dẫn chiếu của Swainson tới "pl. 143" là lầm lẫn thay vì dẫn chiếu đúng là "pl. 140". "[L.]" là dẫn chiếu rõ ràng tới Carl Linnaeus, nhưng không có loài cá nào có tên gọi stellatus trong Systema naturae của Linnaeus. Ở đó chỉ có tên gọi Tetraodon lagocephalus Linnaeus, 1758. Vì thế, L. stellatus là tên gọi mới có từ Swainson (1839) bằng dẫn chiếu tới tiêu bản số 140 trong Bloch (1785). Nó chưa bao giờ được đặt trong chi Tetraodon, và vì thế không là tên đồng âm muộn của T. stellatus Anonymous, 1798, T. lagocephalus stellatus Bloch, in Schneider, 1801: 503 hay T. stellatus Donovan, 1804. Từng có sự nhầm lẫn liên quan tới việc sử dụng các tên gọi lagocephalus và stellatus; Bonaparte (1841) đã tổng quát hóa sự nhầm lẫn này và đề xuất L. blochii như là tên gọi thay thế (nhưng không cần thiết) cho tên gọi L. stellatus Swainson, 1839.
Tổng kết lại, cho dù diễn giải thế nào thì Lagocephalus vẫn tiếp tục được sử dụng cho Tetraodon lagocephalus như là loài điển hình mà hiện tại được gọi là Lagocephalus lagocephalus.

## Từ nguyên
Lagocephalus có nguồn gốc từ tiếng Hy Lạp λαγός (lagós) nghĩa là con thỏ và tiếng Hy Lạp κεφαλή (kephalḗ) nghĩa là cái đầu. Tuy nhiên, điều ám chỉ không được Swainson giải thích, có lẽ ông đề cập đến những chiếc răng cửa to khỏe và giống như răng thỏ của L. stellatus và L. pennantii. Cả hai tên gọi này sau đó đều được xác định là đồng nghĩa của L. lagocephalus, nhưng nó không là tên gọi tự lặp lại với Tetraodon lagocephalus Linnaeus, 1758 vì Swainson không đề cập gì đến tên gọi của Linnaeus.

## Phân bố
Cá nóc thuộc chi Lagocephalus phân bố rộng khắp trong các vùng biển nước ấm trên thế giới.

## Đặc điểm
Các loài trong chi này dễ dàng phân biệt được với các chi khác trong họ Tetraodontidae bởi sự kết hợp của các đặc điểm sau:
1. Một dải rộng, màu trắng bạc chạy dọc theo mặt bụng của mắt từ mõm đến gốc vây đuôi;
2. Một nếp da dọc kéo dài ở góc bụng-bên của cơ thể từ cằm đến phần bụng của cuống đuôi;
3. Các đường bên chia thành phần bụng và phần bên, phần bụng chạy dọc theo nếp da và phần bên kéo dài dọc theo phần giữa-bên của cơ thể từ vùng lưng của khe mang đến gốc vây đuôi với phần mở rộng phía trước từ phần bụng của mắt đến vùng mõm;
4. Hai lỗ ở cơ quan mũi.

## Các loài
Hiện tại người ta ghi nhận 10-11 loài trong chi này:
- Lagocephalus cheesemanii (F. E. Clarke, 1897)[11], đồng nghĩa: Lagocephalus gloveri Abe & Tabeta, 1983 (Cá nóc bạc). FishBase phiên bản tháng 2/2022 vẫn ghi nhận chúng là 2 loài khác biệt.[2]
- Lagocephalus guentheri A. Miranda-Ribeiro, 1915 (Diamond-back puffer)
- Lagocephalus inermis (Temminck & Schlegel, 1850) (Cá nóc răng mỏ chim)
- Lagocephalus laevigatus (Linnaeus, 1766) (Smooth puffer)
- Lagocephalus lagocephalus (Linnaeus, 1758) (Oceanic puffer)
- Lagocephalus lunaris (Bloch & J. G. Schneider, 1801) (Cá nóc tro)
- Lagocephalus sceleratus (J. F. Gmelin, 1789) (Cá nóc lườn bạc, cá nóc đầu thỏ chấm tròn)
- Lagocephalus spadiceus (J. Richardson, 1845) (Cá nóc vàng)
- Lagocephalus suezensis E. Clark & Gohar, 1953 (Cá nóc bạc vằn vện)
- Lagocephalus wheeleri Abe, Tabeta & Kitahama, 1984 (Cá nóc xanh).